# Gare de Morsott
La gare de Morsott est une gare ferroviaire algérienne située sur le territoire de la commune de Morsott, dans la wilaya de Tébessa.

## Situation ferroviaire
La gare est située à l'ouest de la ville de Morsott sur la ligne d'Annaba à Djebel Onk. Elle est précédée de la gare de Sidi Yahia et suivie de celle de Tébessa.

## Service des voyageurs

### Desserte
La gare de Morsott est desservie par :
- les trains grandes lignes de la liaison Alger - Tébessa[1] ;
- les trains régionaux de la liaison : Annaba - Tébessa[2].